# Laponia

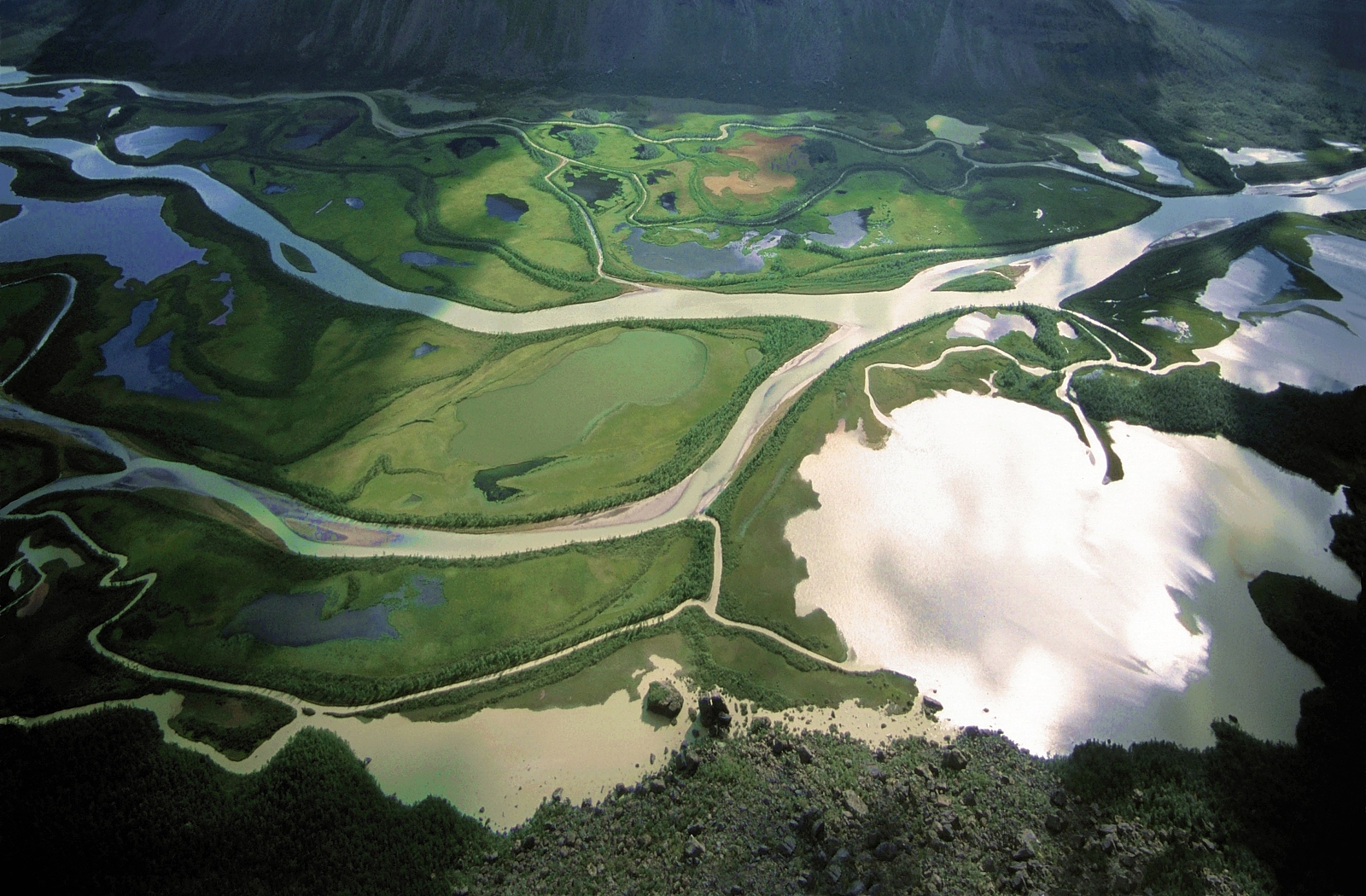
Das Rapadelta am Ostrand des Sarek-Nationalpark

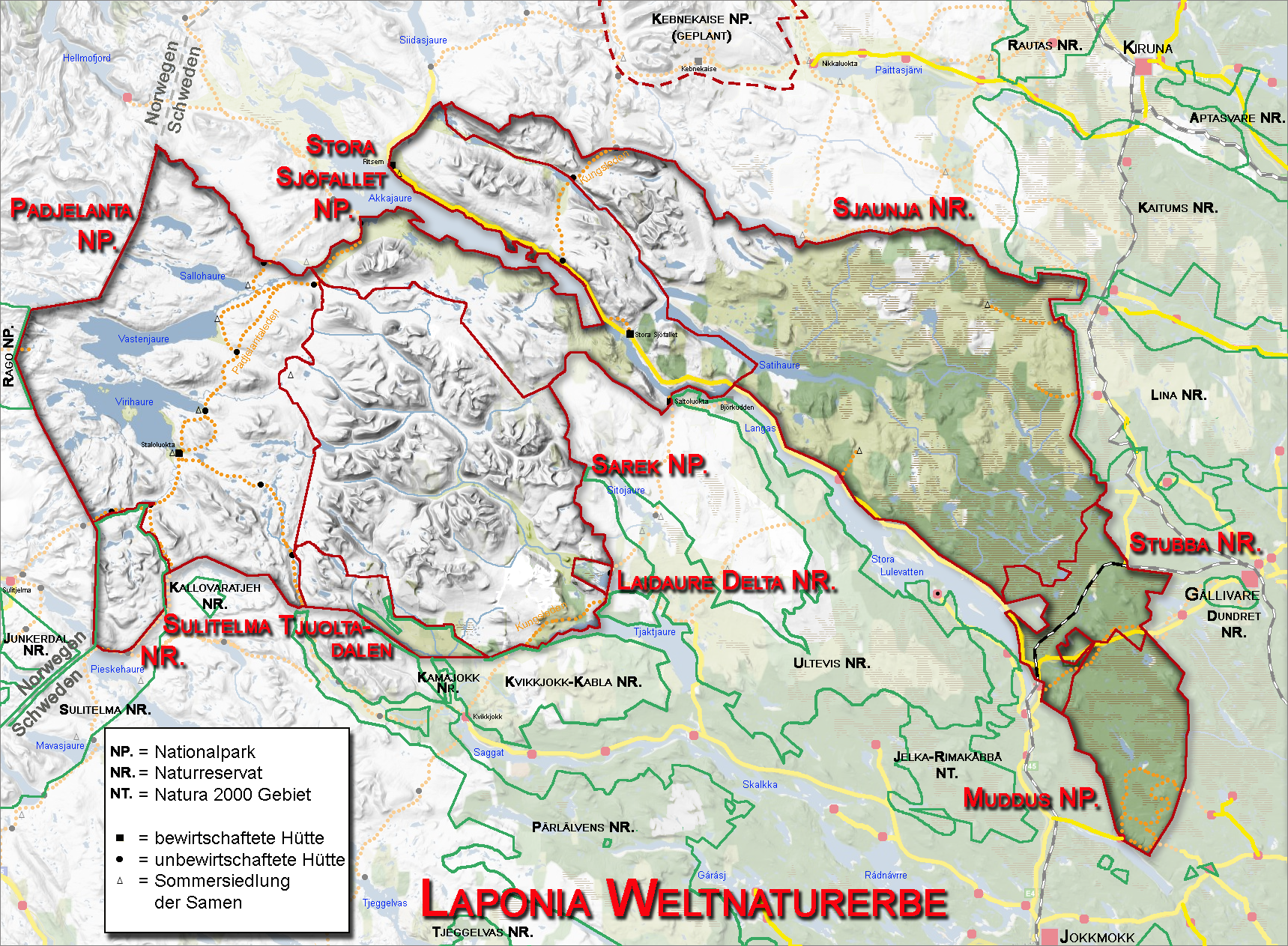
Weltnaturerbe Laponia in Nordschweden

Das schwedische UNESCO-Welterbe Laponia liegt im schwedischen Teil Lapplands und ist Teil von Europas größter, weitgehend unbeeinflusster Wildnis (sofern man Nordwestrussland ausnimmt). Es ist sowohl Weltnatur- wie Weltkulturerbe und wurde 1996 eingerichtet.
Laponia ist darüber hinaus eines von vier Welterbegebieten, in dem indigene Völker leben. In diesem Fall sind es die sieben im Folgenden genannten samischen Rentierzüchterverbände (Samebyer), die in den Sommermonaten Rentierwirtschaft sowohl innerhalb, als auch außerhalb der Grenzen des Weltnaturerbes betreiben: Baste Čearru (Mellanbyn), Unna Čearuš (Sörkaitum), Sirkas, Jåhkågasska und Tuorpon, sowie Luokta-Mávas und Gällivare skogssameby.
Die meisten Siedlungen der Samebyer sowie die Wanderhütten (von denen einige in den samischen Siedlungen liegen) sind nur per Helikopter erreichbar.

## Aufteilung und Beschreibung

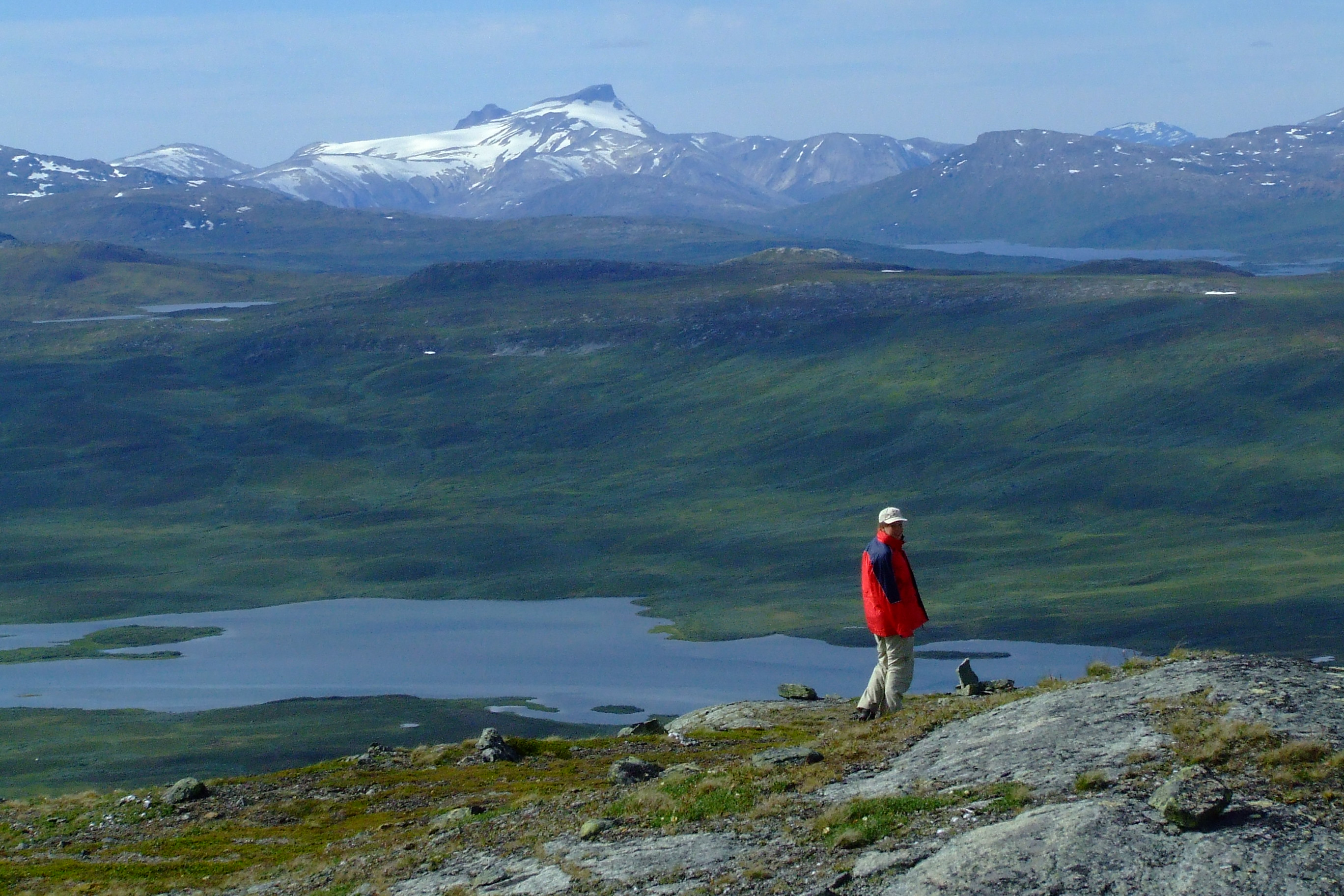
Padjelanta-Nationalpark

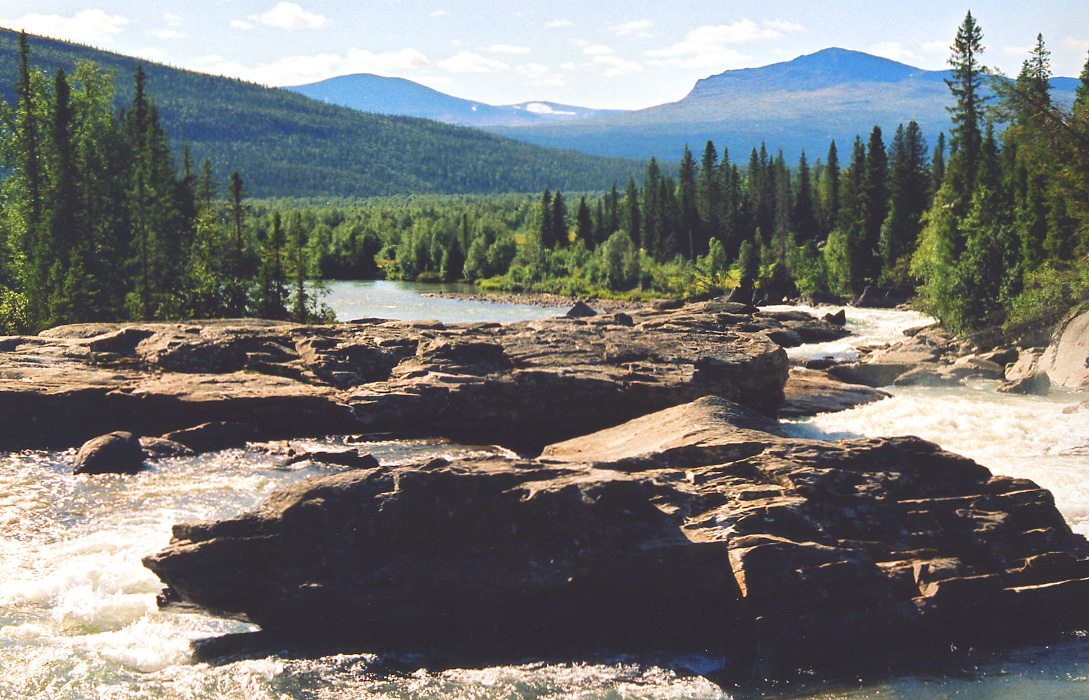
Blick von Kvikkjokk ins Welterbe

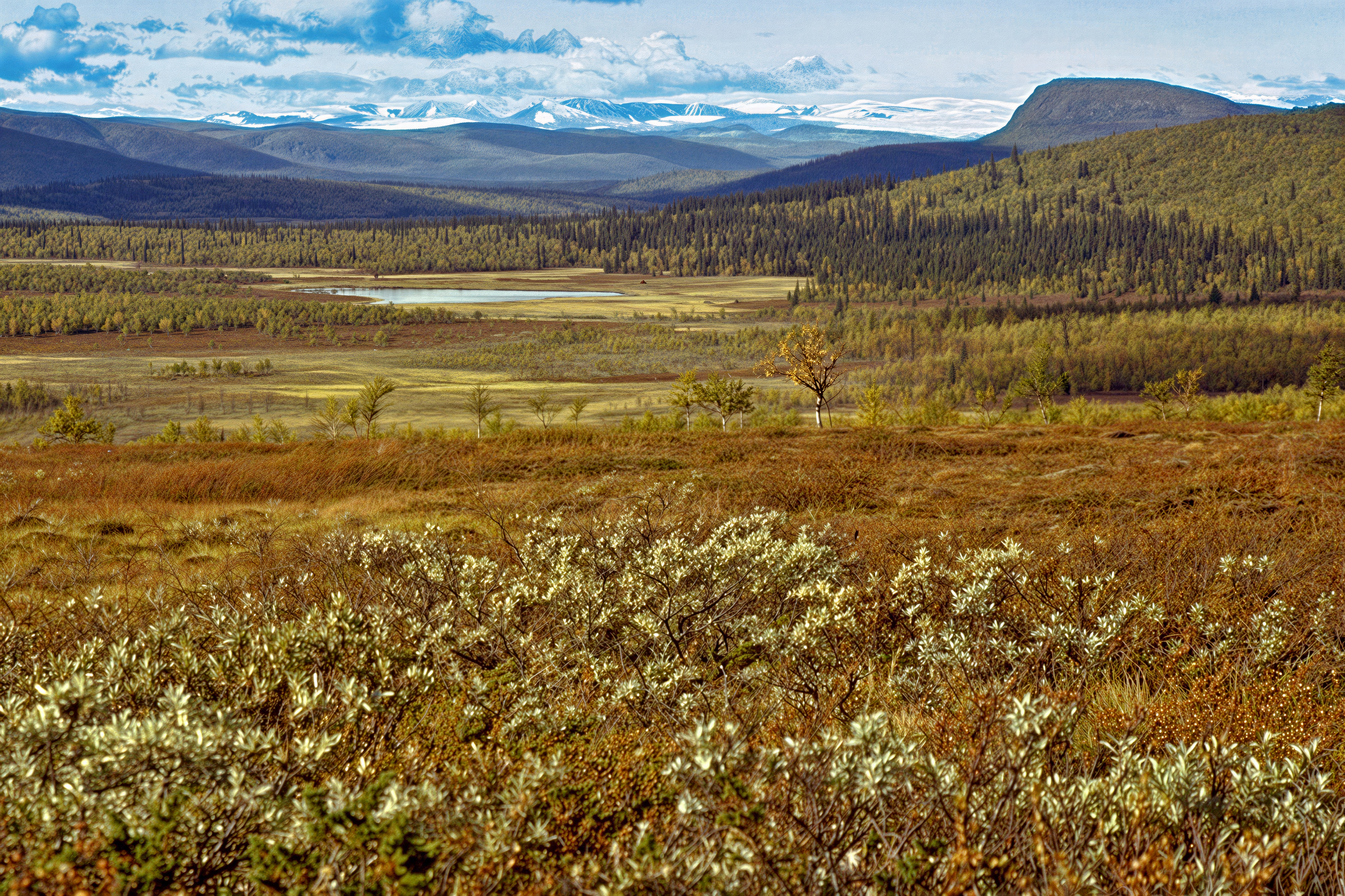
Sjaunja Naturreservat

Das geschützte Gebiet umfasst derzeit 9400 Quadratkilometer (zum Vergleich: Korsika = 8680 km²). Es liegt nördlich des Polarkreises und grenzt im Westen an Norwegen. Zum Welterbe gehören vier Nationalparks (Muddus, Sarek, Padjelanta und Stora Sjöfallet) sowie die Naturreservate Sjaunja, Stubba, Sulitelma, Tjuoltadalen und Rapadalen. Nach dem schwedischen Nationalparkplan von 2007 sollen die drei letztgenannten Naturreservate in der Folgezeit auf nationaler Ebene den Nationalparks eingegliedert werden. Insbesondere im Süden und Osten des Gebietes liegen weitere große Schutzgebiete, zumeist Naturreservate in fjällnahen Waldgebieten von hohem ökologischen Wert. Im Westen grenzt der kleine norwegische Rago-Nationalpark direkt an Laponia.
Im Westen Laponias liegt die seenreiche Hochebene Padjelantas, die nach Osten in die Hochgebirgsregionen Sareks und Stora Sjöfallets übergehen, deren Gipfelregionen einige Gletscher aufweisen. Im Sarek – bekannt für seine tiefen U-förmigen Täler – liegen einige der höchsten Berge Schwedens. Noch weiter östlich erstreckt sich das moor- und waldreiche Vorgebirge der Skanden, das von Sjaunja bis zum Muddusgebiet immer flacher wird. Diese nahezu unberührten, wasserreichen Landschaften sind vielfach weitaus schwieriger zugänglich als die Gebirgsgegenden Laponias, die von einem grobmaschigen Netz teilweise gut unterhaltener Wanderpfade durchzogen werden.
In der ursprünglichen Landschaft des Schutzgebietes findet sich eine reiche Tier- und Pflanzenwelt mit sehr vielen bedrohten Arten. Die Lebensräume reichen von den borealen Nadelwäldern, die von Fichten und Kiefern dominiert werden, über die für das skandinavische Gebirge typischen Fjällbirkenwälder (eine Form der Waldtundra) bis hinauf in die subarktische Bergtundra, dem Fjäll mit seinen blocksteinreichen, von Gräsern, Moosen und Zwergsträuchern bewachsenen Berghängen. Auf recht unterschiedlichen Böden sind hier alle Pflanzen der nordeuropäischen Gebirge vertreten. Laponia beherbergt die größte kontinental-europäische Population des Polarfuchses, (die allerdings global gesehen sehr klein ist). Weitere seltene Säugetiere sind Braunbär, Vielfraß und Luchs. Der Wolf hingegen hat hier keine lebensfähige Population. Das liegt vor allem an der jahrhundertelangen Bejagung durch die Samen, die traditionell ihre Rentiere vor Verlusten schützen. Das halbzahme Rentier ist mit Abstand das häufigste Säugetier des Gebietes. Ein besonders bekanntes Säugetier, dessen Populationen in unregelmäßigen Abständen zu Massenwachstum neigen, ist der Berglemming, ein etwa hamstergroßer Nager. Auch die Vogelfauna ist mit vielen seltenen Arten vertreten, so findet man z. B. bei den Raubvögeln Steinadler, Seeadler und Fischadler.

## Samen
Schon seit vorgeschichtlicher Zeit war das Gebiet von halbnomadisch lebenden Fjäll-Samen bewohnt. Jagd und Fischfang bildeten bis in das Mittelalter die Grundlage ihrer Subsistenz Versorgung. Als der Rentier-Pastoralismus zum Haupterwerbszweig der Samen wurde, passten sie sich dem Weideverhalten der Tiere an. Man zog mit den Rentierherden zu den Weideplätzen, die von Jahreszeit zu Jahreszeit wechselten. Auch heute noch folgt die Rentierzucht den Wanderbewegungen der Rentierherden. Nicht nur die Rentierzucht, auch das Kunsthandwerk war und ist eine wichtige Einkommensquelle für die samische Bevölkerung im Bereich des Welterbes.
2011 wurde der Verein "Laponiatjuottjudus" vom WWF ausgezeichnet. Der Verein hat nach Aussage des WWF eine zukunftsweisende Form einer gemeinsamen Verwaltung für Laponia entwickelt, die es ermöglicht, die Verantwortung für dieses enorm große Schutzgebiet zukünftig auf die ansässigen Sámi-Gemeinden, die Landesverwaltung von Norrbotten und die staatliche Naturschutzbehörde aufzuteilen. So entstand ein lokal verankertes Management – bei dem die indigene samische Kultur und deren Rentierzucht ein integrierter Bestandteil geworden sind.

## Tourismus

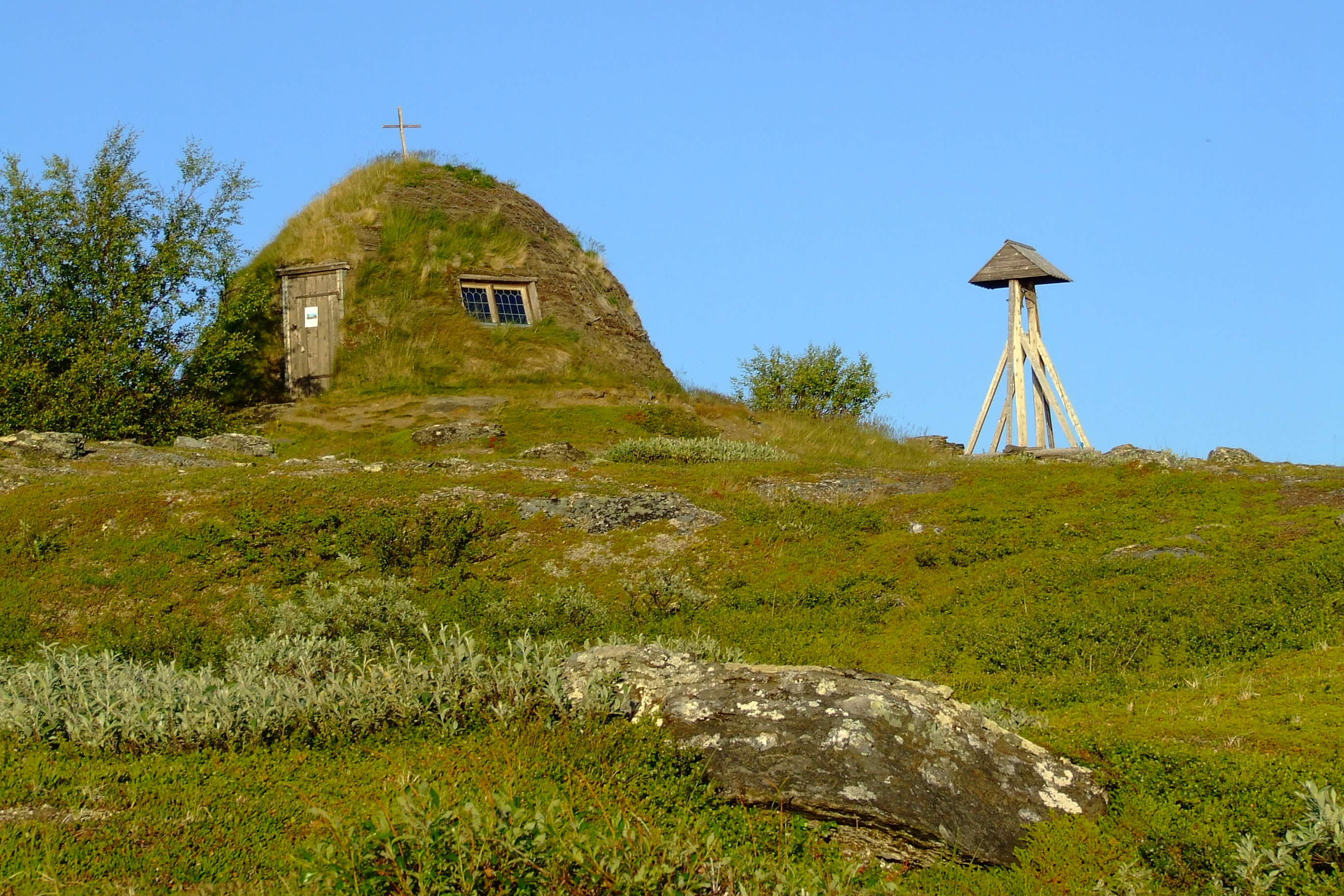
Die Kirchen-Kote in Staloluokta

Laponia lockt alljährlich viele Naturenthusiasten an. Obwohl die Besucherzahlen in dieser abgelegenen und sehr dünn besiedelten Wildnis ohne nennenswerte Infrastruktur weitaus geringer sind als z. B. in den Alpen, stellt der Tourismus für die Regionen Jokkmokk und Gällivare einen wesentlichen Wirtschaftsfaktor dar. Aufgrund der Förderung der samischen Kultur durch das Welterbe sind einige Tourismusangebote der indigenen Bevölkerung entstanden: So werden etwa die Wanderhütten im Padjelanta von den Samen unterhalten und kleine samische Tourismusbetriebe bieten in den gebirgigen Teilen des Gebietes verschiedene Aktivitäten an. Die Zeugnisse der samischen Kultur sind in Laponia besonders lebendig geblieben: Der Verkauf von typischen Nahrungsmitteln wie z. B. Trockenfisch, Rentierfleisch oder Fladenbrot sowie diversen kunsthandwerklichen Gegenständen an Wanderer oder der Bootstransfer über die zahlreichen Seen tragen dazu bei. An verschiedenen Orten ist es auch möglich, eine Zeitlang in den traditionellen samischen Torfkoten zu wohnen, die von den meisten Samen selbst allerdings zumeist nur noch als Vorratsgebäude verwendet werden.
Die häufigste touristische Nutzung Laponias ist das Bergwandern in Form von mehrtägigen Hütten- oder Trekkingtouren. Dabei kommt es alljährlich zu Unfällen, da die subarktischen Wetterbedingungen und die sehr großen Entfernungen von Straßen und Ansiedlungen von vielen Touristen unterschätzt werden. So liegt der schwedische Pol der Unzugänglichkeit im Padjelanta-Nationalpark: An dieser Stelle ist die nächste Straße rund 47 km Luftlinie entfernt.

## Umweltschäden und Gefährdungen
Bereits 1919 wurde der erst zehn Jahre zuvor eingerichtete Stora Sjöfallet-Nationalpark aus wirtschaftlichen Interessen verkleinert. Mit dem Staudamm am Akkajaure entstanden deutliche Veränderungen der Uferzone, die wegen der Wasserstandsschwankungen (423–453 m) negative Auswirkungen auf die Vegetation hat. Seit 2006 finden in der Nähe des Weltnaturerbes verstärkte Anstrengungen bei der Suche nach Erzen statt: Südlich des Muddus plant beispielsweise eine britische Firma die Anlage einer Eisenerzgrube und nördlich von Sjaunja bemüht sich ein australischer Konzern um die Abbaurechte der riesigen Lagerstätte Ekströmsberg. Das letztgenannte Projekt wurde bislang aus Naturschutzgründen abgelehnt, doch die Aussicht auf Profite für die Provinz Norrbottens län kann hier zukünftig zu neuen Einschätzungen führen. Naturschützer und Rentierhalter befürchten dadurch erhebliche negative Auswirkungen des Bergbaus auf die Rentierwirtschaft und die empfindliche Natur.
Nach einer Studie der IUCN von 2021 liegt das größte Gefährdungspotenzial für die Naturerbestätte nunmehr in der Klimaerwärmung, die zunehmenden Artenverlust verursacht. Laponia (überproportional steigende Temperaturen in der borealen Zone) wurde in die Gefährdungsklasse „sehr starke Gefährdung“ einsortiert: Nach den Klimaveränderungen steht die Einwanderung invasiver nichtheimischer Arten an zweiter und der Tourismus an dritter Stelle.